# Kevin Daley
Kevin Daley (Río Abajo, Panamá, 7 de octubre de 1976) es un exjugador de baloncesto panameño que actuó durante una década con los Harlem Globetrotters. Disputó el Campeonato Mundial de Baloncesto de 2006 con la selección de su país.

## Trayectoria

### Inicios
Daley nació en Panama, pero migró a los Estados Unidos a los 13 años. Estudió en la Artesia High School de Lakewood, California, donde jugó al baloncesto con los Pioneers.

### Universidad
En 1995 ingresó al circuito estadounidense de baloncesto universitario. Jugó dos temporadas en la División I de la NCAA -la de freshman con la Nevada Wolf Pack y la de sophomore con los UCLA-, pasando luego a la NAIA, reclutado por los APU Cougars. En su temporada como sénior fue reconocido como el MVP de la Golden State Athletic Conference.

### Profesionalismo
A partir de 2000 comenzó a jugar profesionalmente, siendo su primer destino Costa Rica. Pasó luego por Islandia y Australia.
En 2002 regresó a Panamá para competir en el Circuito de Baloncesto Superior con los Toros del Chorrillo. Más tarde ese mismo año se presentó al Draft de la NBDL, donde fue seleccionado en la cuarta ronda por el Asheville Altitude, equipo en el cual finalmente no jugaría. 
Posteriormente jugó en Taiwán, Puerto Rico y Turquía.
En el verano de 2004 fue contratado por los Harlem Globetrotters. Daley actuó durante una década con el famoso equipo de entretenimiento deportivo, desempeñándose como showman y dunkeador. Gracias a su personalidad carismática y a sus dotes histriónicos, realizó cientos de espectáculos en inglés y español en todo el mundo.

### Selección nacional
Daley representó a su país en dos ediciones del Centrobasket (1999 y 2004), en el Torneo de las Américas de 1999 y en el Campeonato Mundial de Baloncesto de 2006.

## Vida personal
Daley adquirió la ciudadanía estadounidense en 2007. Se tituló en sociología en 2010 en la Universidad de Ashford a través de un programa de educación en línea. Tras su retiro del deporte profesional, trabajó como director de ventas para la empresa Velocity Global.

### Carrera en los medios de comunicación
Daley filmó varios cortos publicitarios, siendo el más famoso de ellos 23 vs 39 de 2002 para la empresa Gatorade. En él, el panameño intervino junto a Jamal Crawford como doble de Michael Jordan, en una escena en la que el Jordan de la era de los Wizards se enfrenta al Jordan de la era de los Bulls en un partido de uno contra uno.
En su época de jugador de los Globetrotters participó de varios programas de televisión como Los Guerreros Wasabi, The Bachelorette y Plaza Sésamo en representación del equipo.
En 2023 actuó en el largometraje Sweetwater, donde además se desempeñó como coordinador de las escenas de baloncesto de la película. 
Daley es autor de la autobiografía I Never Stopped Smiling y de los libros de desarrollo personal Never Stop Your Goals y 1 plus one = TEN. También es orador motivacional. 